# 킹 C. 질레트

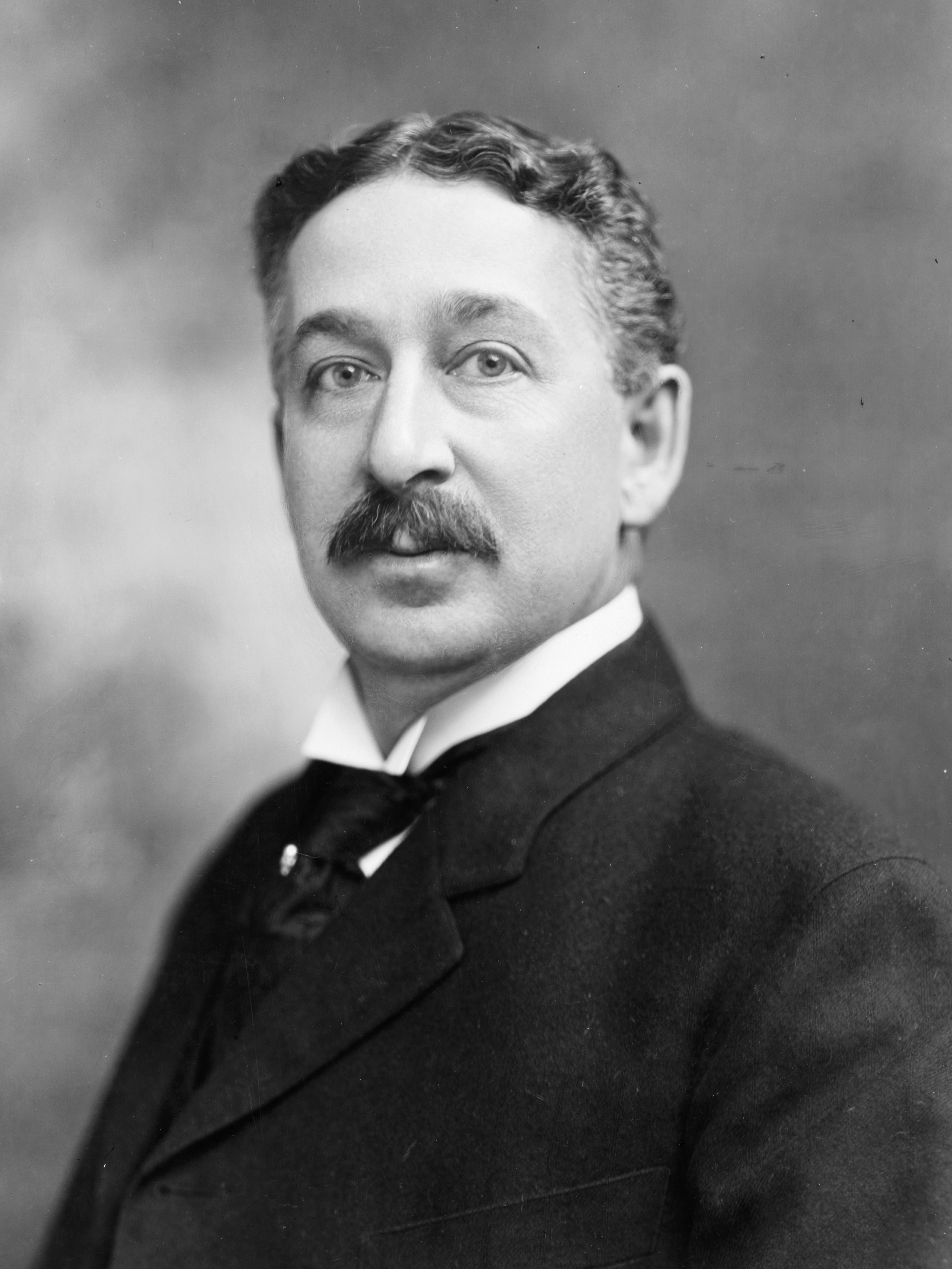
1906년 모습

킹 캠프 질레트(King Camp Gillette, 1855년 1월 5일 – 1932년 7월 9일)는 베스트셀러 안전 면도기를 발명한 미국 사업가였다. 질레트의 혁신은 얇고 저렴한 일회용 스탬프 강철 칼날이었다. 질레트는 면도날 시장을 확대하기 위해 면도기를 저렴하게 판매하는 소위 면도기 및 면도날 비즈니스 모델을 발명한 것으로 종종 잘못 인식된다. 그러나 질레트 세이프티 레이저 컴퍼니(Gillette Safety Razor Company)는 경쟁사의 비즈니스 모델을 채택했다.

## 유산
이 회사는 현재 프록터 앤드 갬블의 질레트 브랜드로 계속되고 있다.
질레트는 "면도기-면도날 비즈니스 모델"을 창안한 것으로 널리 알려져 있다. 마케팅 업계의 일부 동료는 그를 공짜 마케팅 아이디어에 혁명을 일으킨 혁신가 중 한 명으로 인용한다. 질레트 컴퍼니는 질레트, 브라운 (기업), 오랄비 및 듀라셀을 포함한 다양한 브랜드 이름으로 제품을 지속적으로 성장시키고 판매했다. 2005년에 질레트 회사는 미화 570억 달러에 프록터 앤드 갬블에 매각되었다. 현재 프록터 앤드 갬블의 사업부인 질레트 브랜드와 함께 글로벌 블레이즈 앤드 레이저스(Global Blades & Razors)로 알려져 있다.

## 저서
- The Human Drift. New Era Publishing Co. (1894).
- The Ballot Box. Brookline, Massachusetts: Self-published (1897). OCLC 1041068014.
- World Corporation. Boston: New England Newspaper Co. (1910). OCLC 1140703865.
- The People's Corporation, with Upton Beall Sinclair. New York: Boni & Liveright (1924). OCLC 1314770.